# سوكسيس (ميزوري)
سوكسيس (بالإنجليزية: Success)‏ هي إحدى المجتمعات الفردية (غير مصنفة) في ولاية ميزوري في الولايات المتحدة الأمريكية.